# Hôtel de Massas
L’hôtel de Massas, parfois désigné comme l’hôtel d'Aldéguier, est un hôtel particulier situé au no 29 rue de la Dalbade, dans le centre-ville de Toulouse.
L'historiographie toulousaine a longtemps attribué la construction de cet hôtel à Antoine Aldéguier, capitoul en 1603. Toutefois, de récentes publications avancent plutôt le nom du conseiller au parlement Géraud de Massas, ce qui le daterait du dernier quart du XVIe siècle. L'hôtel est profondément remanié dans la deuxième moitié du XIXe siècle, mais il reste cependant représentatif des hôtels particuliers toulousains, dans un style Renaissance maniériste.

## Histoire

### Moyen Âge et période moderne
À la fin du XIIIe siècle, les terrains de l'actuel hôtel appartiennent au prieuré hospitalier de Toulouse, qui les inféode à divers propriétaires. Un premier immeuble est acquis à la fin du XVe siècle par Nicolas Montbel, prêtre et prieur d'Auterive, tandis qu'un deuxième immeuble voisin est acheté en 1478 par Pierre de Montbel, capitoul en 1481-1482. Peu avant 1550, ces deux immeubles sont réunis par Charles de Montbel. En 1571, ils passent à Jean Robert, maître de la Monnaie, puis, entre 1579 et 1598, à Géraud de Massas, conseiller au parlement de Toulouse. C'est lui qui fait construire un hôtel particulier dans le goût de la Renaissance maniériste. Il fait probablement appel à l'un des plus importants architectes toulousains de la fin du XVIe siècle, Dominique Bachelier.
Au début du XVIIe siècle, les héritiers de Géraud de Massas vendent l'hôtel à Antoine Aldéguier, capitoul en 1602-1603 et en 1613-1614. Après sa mort en 1618, son fils, Marc-Antoine d'Aldéguier, receveur général des finances du Languedoc, ne conserve pas l'hôtel et le vend en 1621 à son beau-frère, Jean Couderc, docteur et avocat au parlement, qui avait épousé sa sœur, Françoise. Celle-ci, veuve, revend l'hôtel en 1626 à la congrégation de l'Oratoire.

### Époque contemporaine
L'hôtel subit des modifications importantes dans la deuxième moitié du XIXe siècle, sous la direction de son propriétaire, M. Pélegry. Les élévations sur la cour intérieure sont remaniées en 1865, avant que la façade sur la rue de la Dalbade soit refaite en 1884.
Par la suite, l'hôtel appartient à la famille Desarnauts,.

## Description
L'hôtel, entre cour et jardin, est traversant et ouvre à la fois sur la rue de la Dalbade et sur l'avenue de la Garonnette. Il se compose de plusieurs corps de bâtiment s'organisant autour d'une grande cour centrale.

### Façade sur rue
Sur la rue de la Dalbade, la façade de l'hôtel est refaite en 1884. L'élévation se développe sur cinq niveaux : rez-de-chaussée, entresol et trois étages carrés. Dans la travée de gauche, la porte cochère s'ouvre dans une arcade voûtée en berceau qui intègre la fenêtre de l'entresol. Les travées de droite sont éclairées par une fenêtre à doubles meneaux. Les étages sont décroissants et, au 1er étage, un balcon reposant sur de fortes consoles file sur toute la largeur de la façade.

### Cour intérieure
L'élévation du côté ouest, en fond de cour, correspond au logis principal. Elle s'élève sur deux étages carrés et un étage de comble à surcroît. Le rez-de-chaussée et les deux premiers étages sont ouverts de fenêtres à meneaux qui ont un chambranle en pierre très orné : encadrées de pilastres qui portent de petites consoles à têtes de lions soutenant une large corniche moulurée, le meneau est sculpté et surmonté d'un cartouche. Lors des travaux menés par M. Pélegry en 1865, la grande fenêtre du rez-de-chaussée a été transformée en porte. Le dessin de ces fenêtres, trouvé dans une édition du Livre extraordinaire de Sebastiano Serlio conservée à l'Institut national d'histoire de l'art, a permis d'attribuer la construction de l'hôtel à Dominique Bachelier. Il permet aussi de montrer l'influence des modèles proposés par Sebastiano Serlio et constitue le témoignage le plus ancien des réflexions et des inventions d'un architecte français sur les profils de fenêtres et leur décoration. Le dernier niveau est éclairé par des fenêtres rectangulaires en brique sans ornement.
L'élévation du côté nord se distingue par sa galerie fermée, composée de quatre arcs, voûtés en anse de panier, alternant des éléments de briques et de pierre taillée en pointe de diamant, et reposant sur des pilastres. Construite en 1865, à la demande du propriétaire, M. Pélegry, c'était autrefois une galerie ouverte, soutenue par des consoles, semblable à celle de l'hôtel d'Assézat. Au-dessus, la façade, agrémentée par un jeu de tables disposées horizontalement et verticalement, est percée de fenêtres en plein cintre. Dans le même temps, M. Pélegry fait redresser la façade pour qu'elle ne soit plus à l'oblique par rapport à la façade est, faisant ainsi disparaître une porte et des oculi,.
Sur le côté sud, une autre galerie en bois reliait le corps de devant, à l'est, à une tour d'escalier octogonale, à l'ouest. M. Pélegry fait démolir la galerie et la tour, puis il fait placer dans la nouvelle façade la porte qui a disparu de la façade nord. On voit aussi une grille en fer forgé du début du XVIIe siècle. Du côté du jardin, deux fenêtres géminées provenant d'une chapelle gothique ont été remontées.

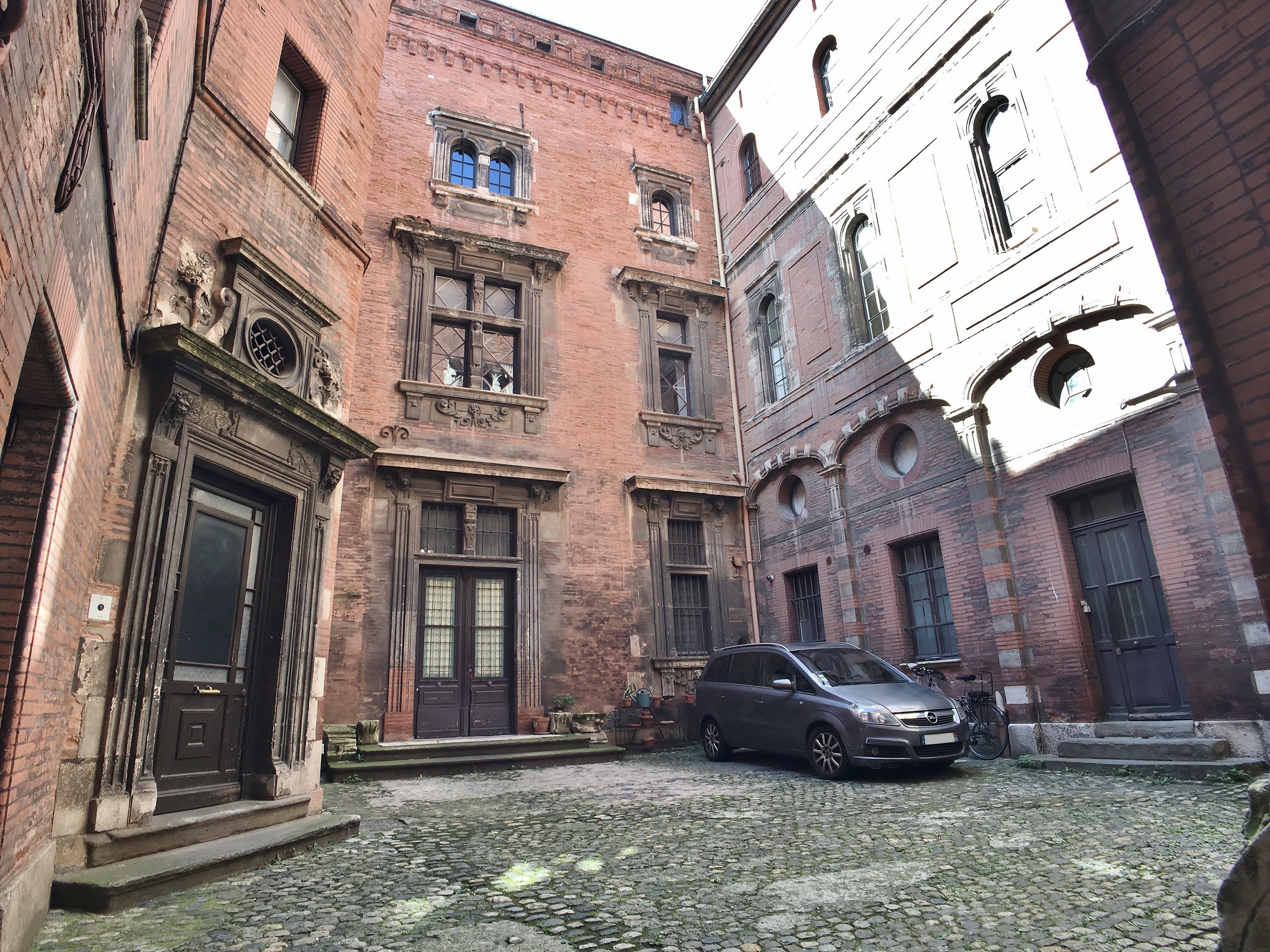
Cour.
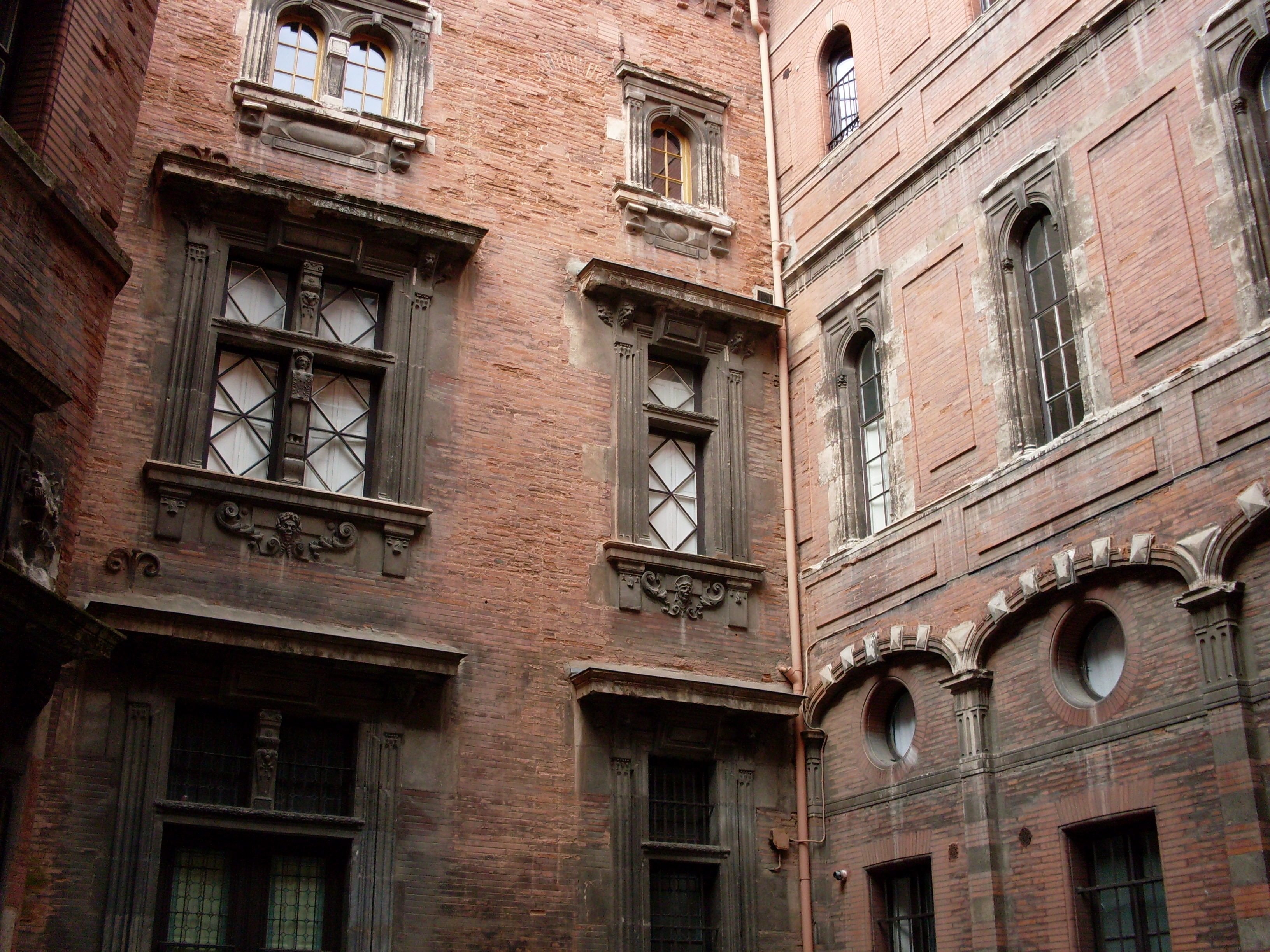
Façades ouest et nord de la cour intérieure.
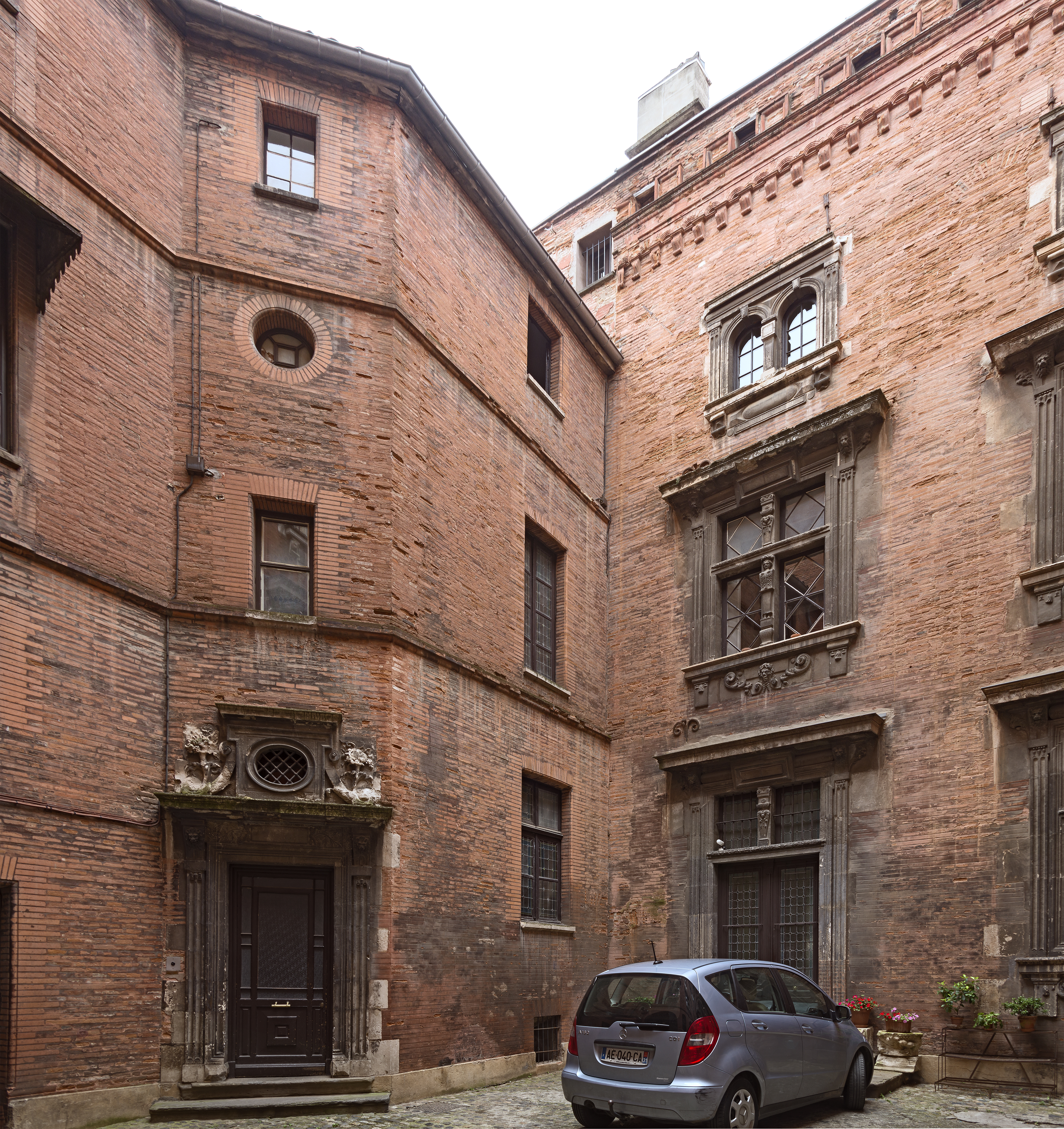
Façades sud et ouest et nord de la cour intérieure.
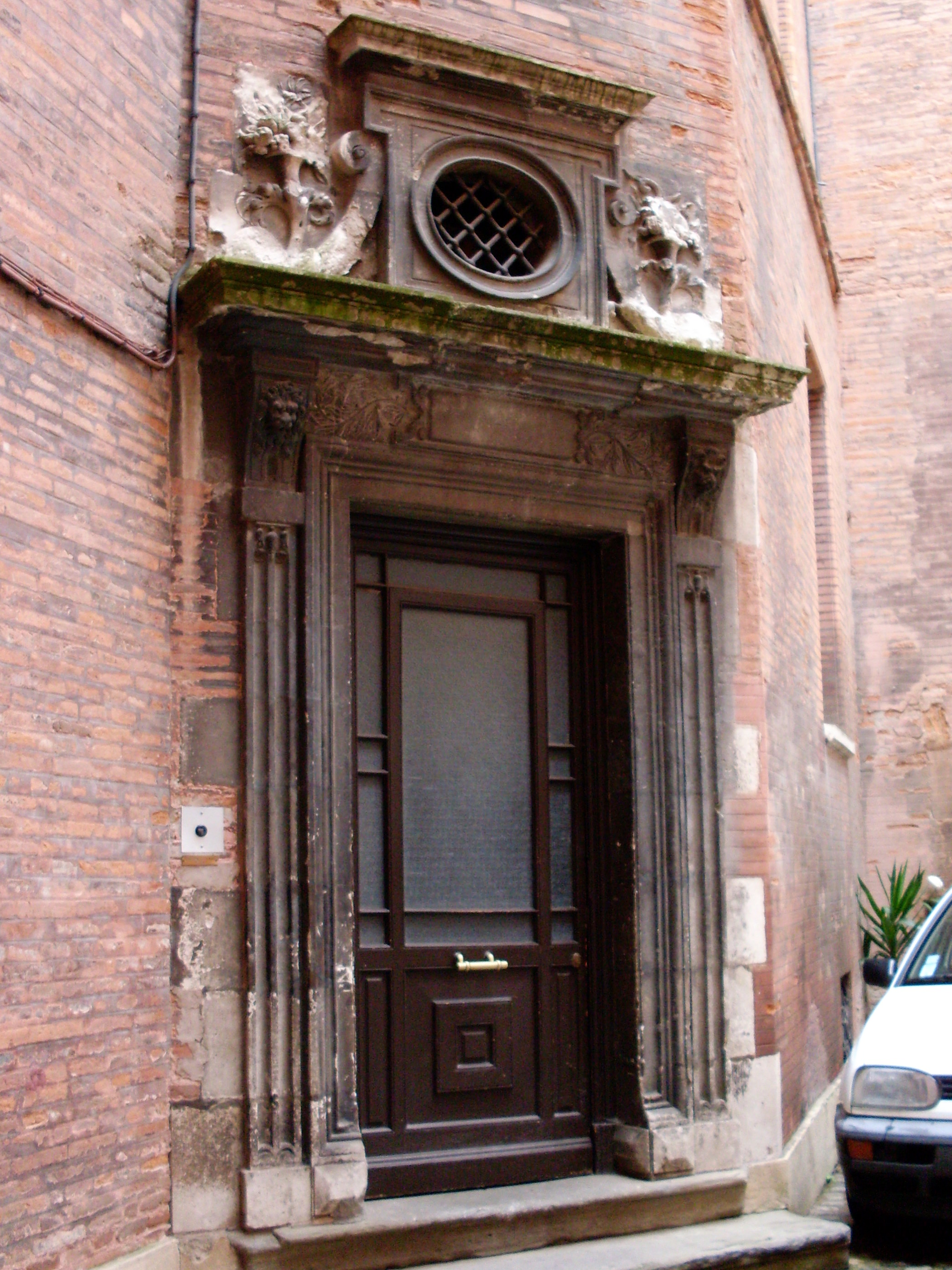
Porte replacée de la façade sud.
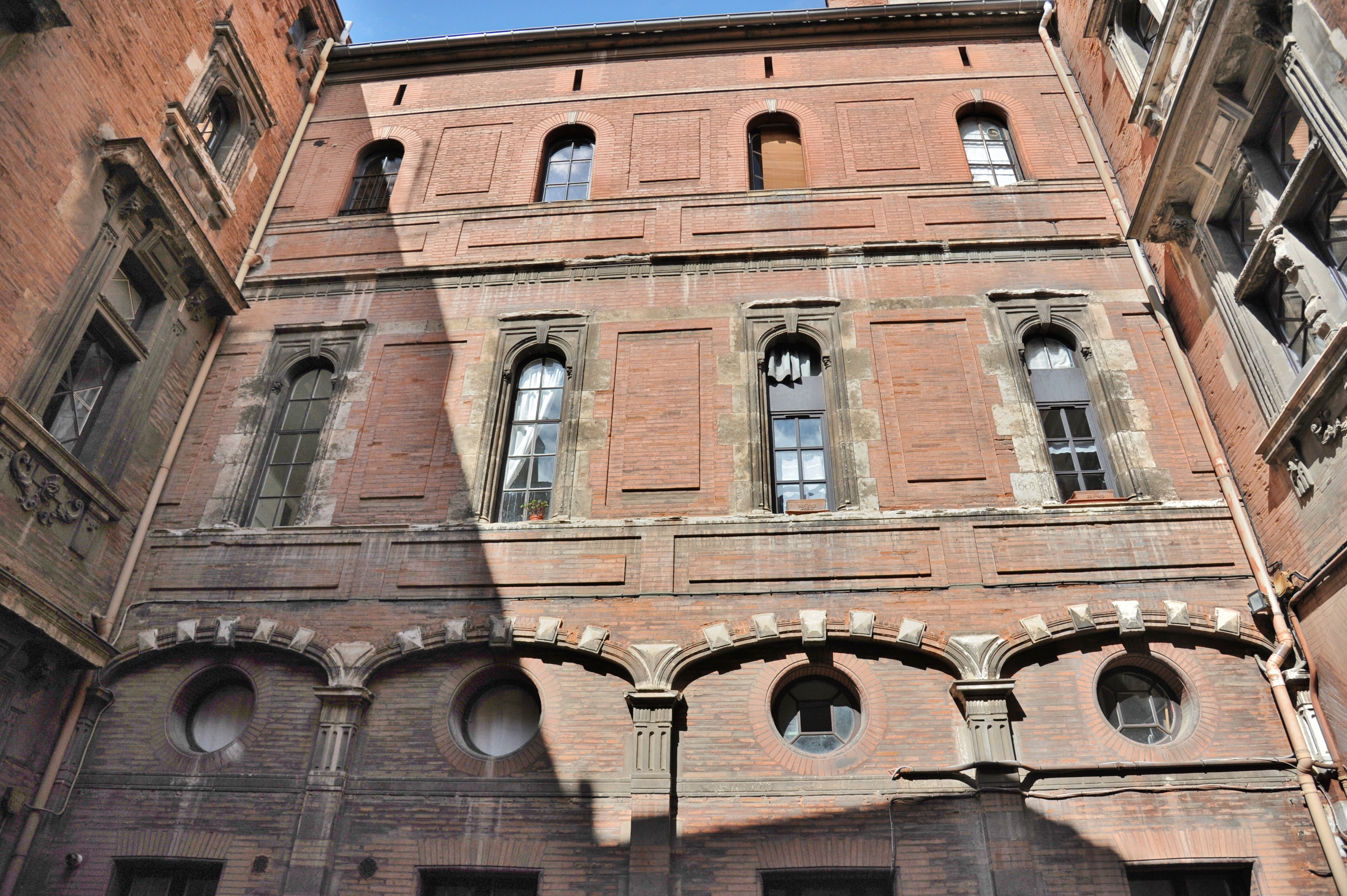
Façade nord (remaniée).
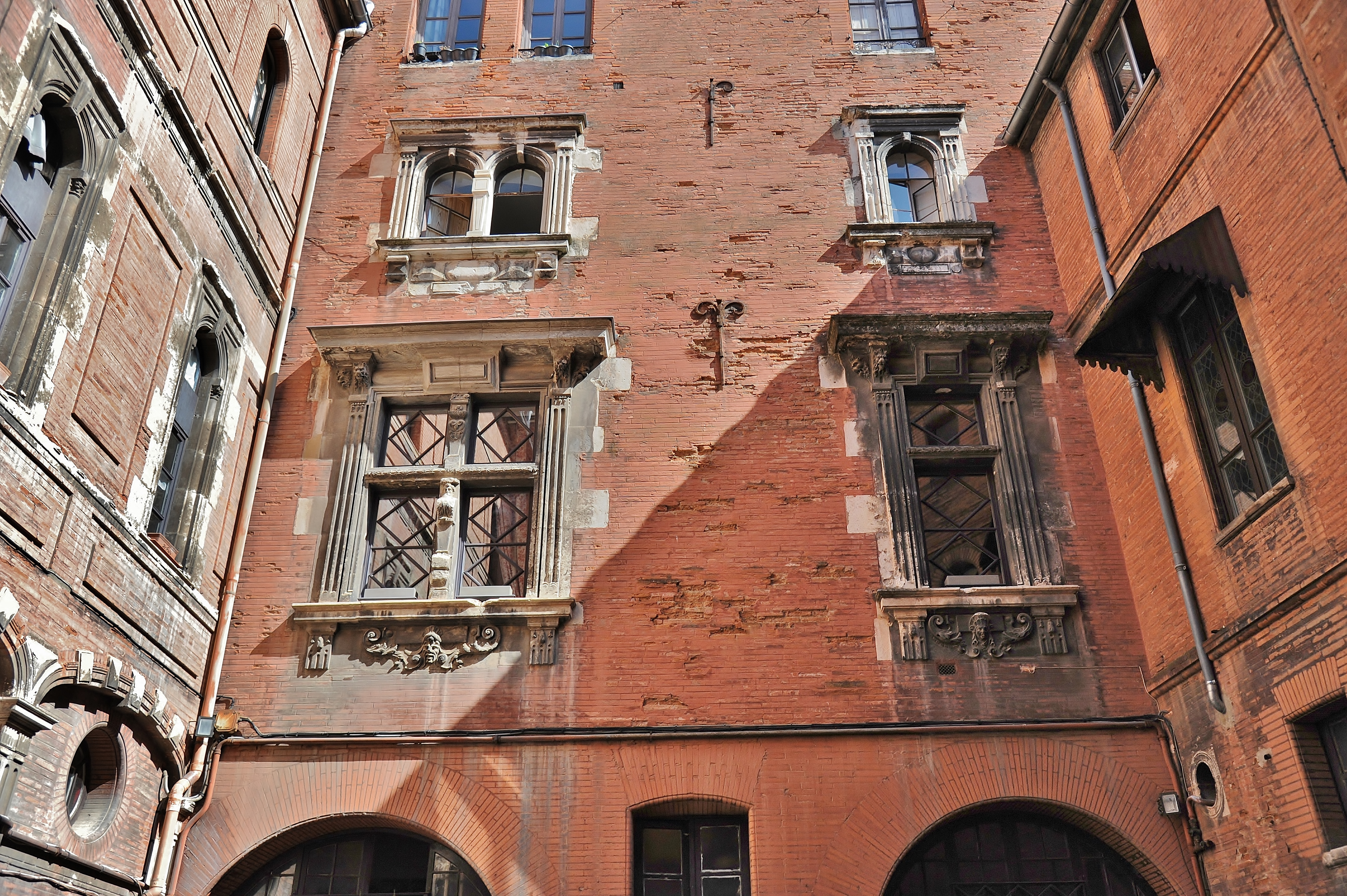
Façade est.
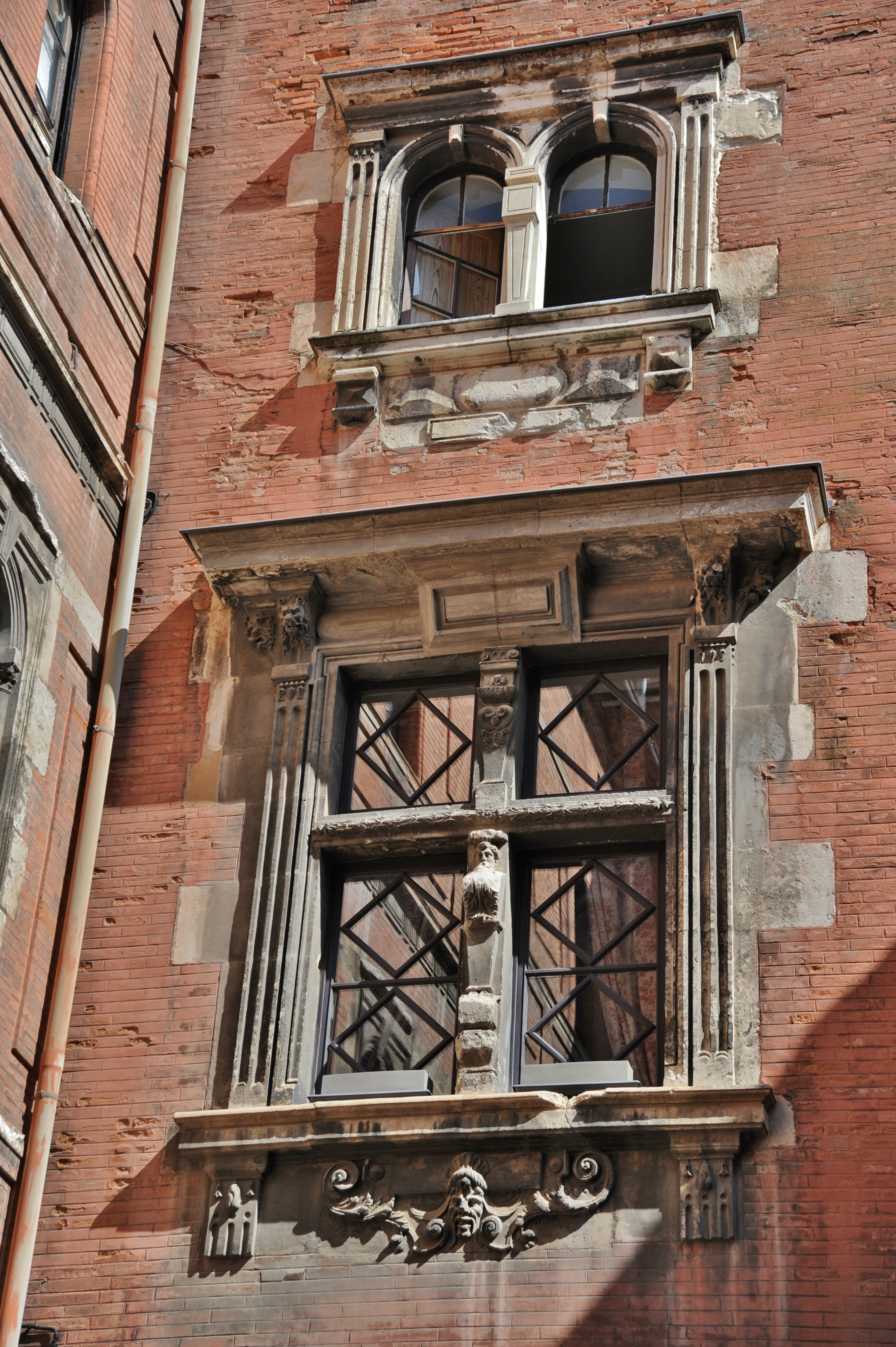
Fenêtres Renaissance.
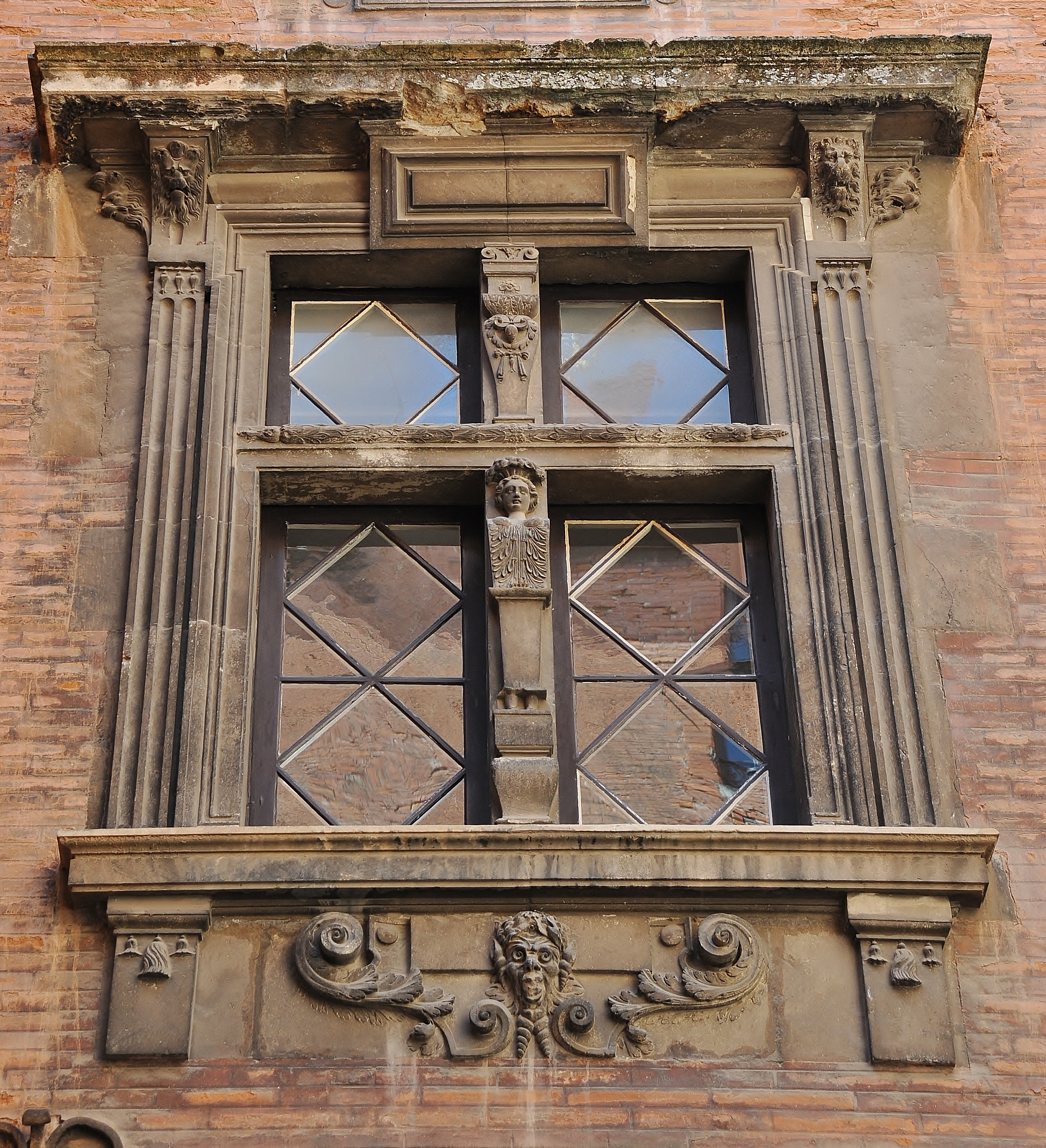
Fenêtre Renaissance.
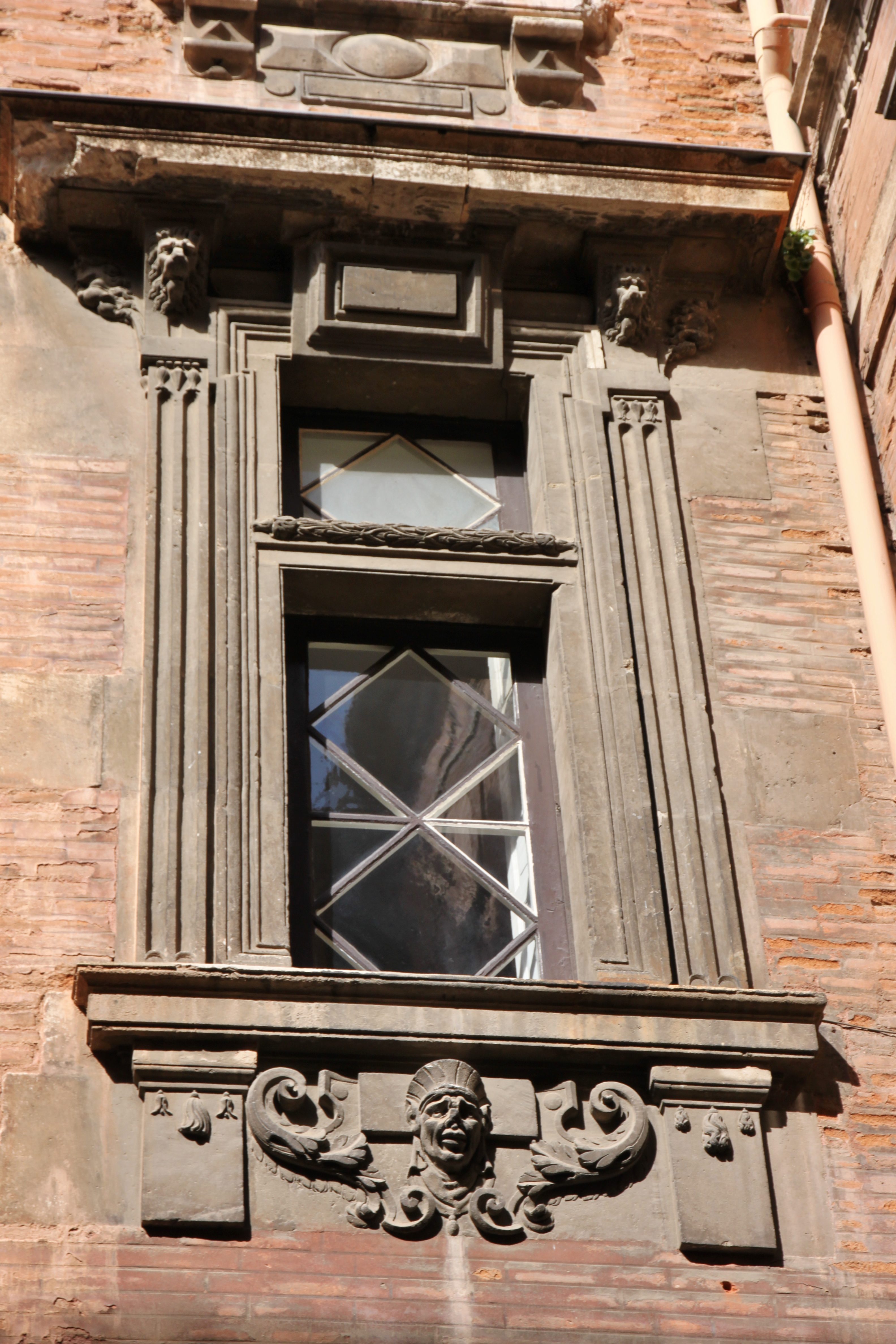
Fenêtre Renaissance.
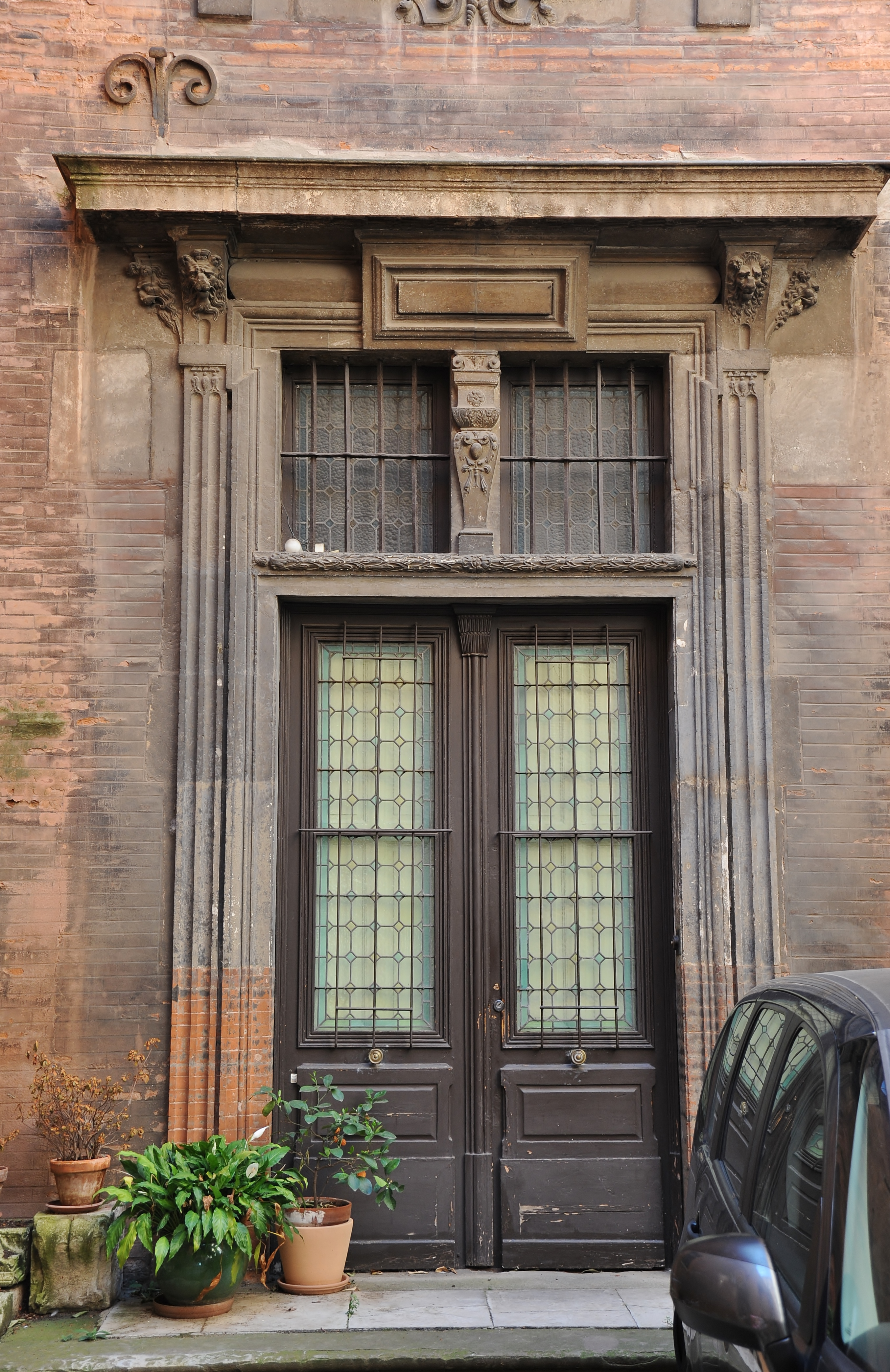
Ancienne fenêtre transformée en porte.
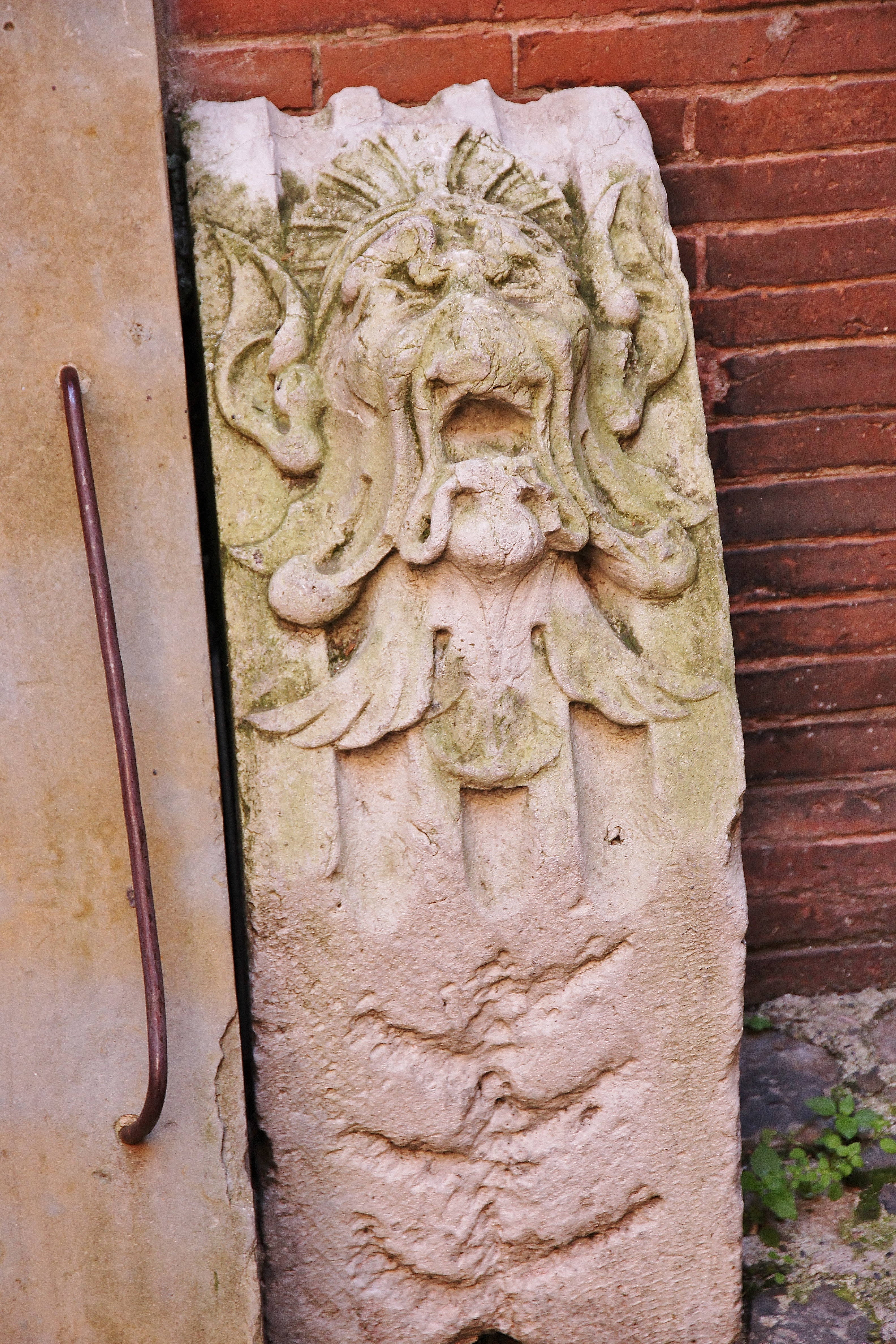
Console de l'ancienne galerie, déposée dans la cour.